# Wil Jones
Wilbert Jones, detto Wil (McGehee, 27 febbraio 1947), è un ex cestista statunitense, professionista nella ABA e nella NBA.
È il fratello di altri tre giocatori di basket professionisti: Caldwell Jones, Major Jones e Charles Jones.

## Carriera
Venne selezionato dai Los Angeles Lakers al quinto giro del Draft NBA 1969 (69ª scelta assoluta).

## Palmarès
- Campionato ABA: 1

Kentucky Colonels: 1975
- ABA All-Defensive Team: 1

1975
- ABA All-Star Game: 1

1972
- Miglior tiratore di liberi nei Playoff ABA (1976)
- Trentunesimo miglior marcatore di sempre ABA
- Tredicesimo migliore rimbalzista di sempre ABA
- Sedicesimo per numero di stoppate di sempre ABA
- Diciannovesimo miglior giocatore per palle rubate di sempre ABA
- Quarantaduesimo per numero di assist di sempre ABA